# 뤄허강 (허난성)

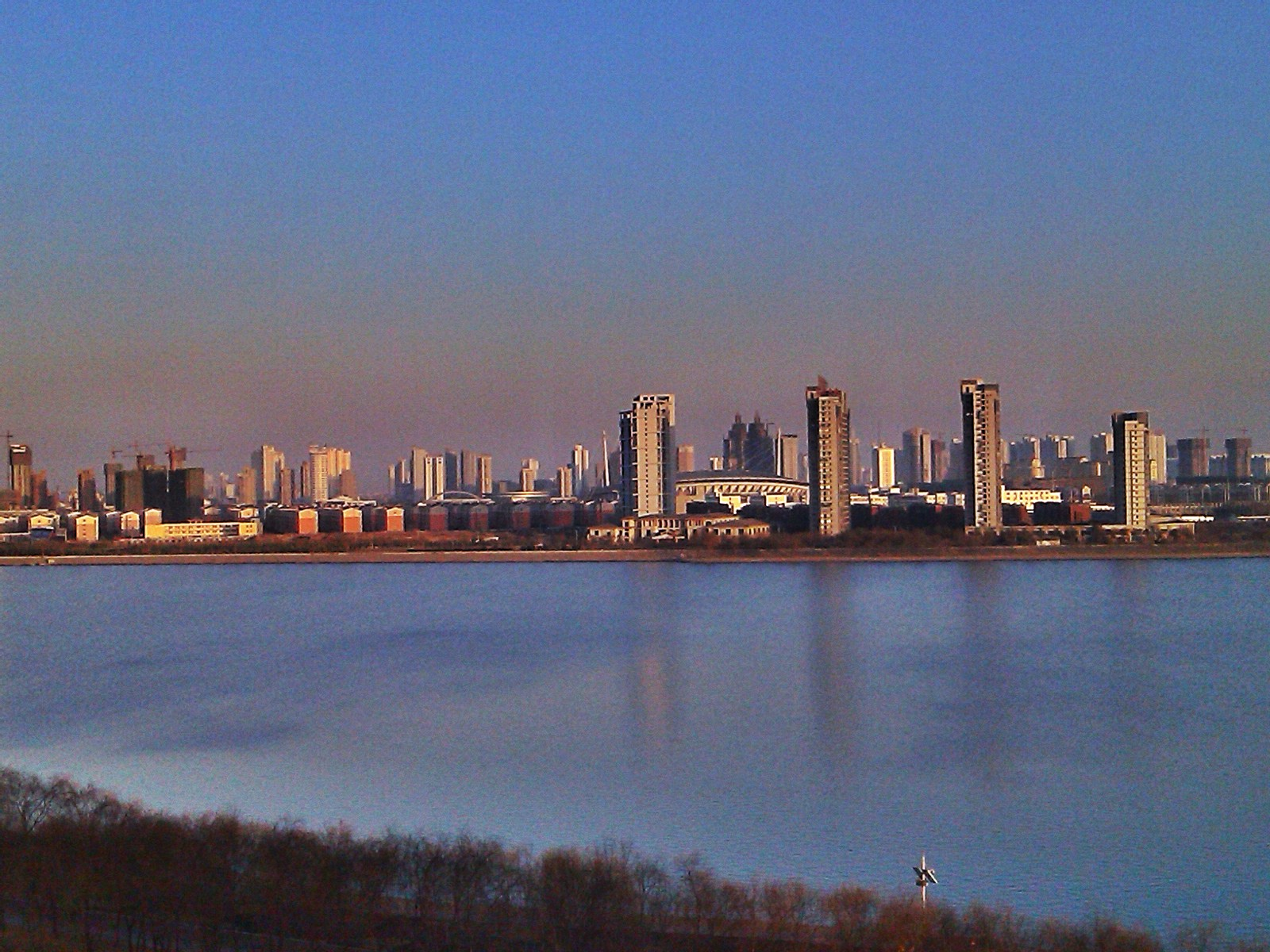
뤄허

뤄허(낙하, 중국어: 洛河, 병음: Luò Hé, 표준어: 뤄허강)는 중국 황하의 지류이다.

## 지리
화산 서남부의 산시성 뤄난현에서 발원해 동쪽의 허난성으로 흘러 들어 궁이 시에서 황하와 합류한다. 전체 길이는 420km이다. 뤄허의 주요 지류인 이허가 옌스 시에서 합류한다.
뤄허는 매우 길고 큰 하천이며 중국 중부의 역사상 가장 중요한 지구를 흐르고 있기 때문에 중국 국내에서는 매우 유명한 하천이다. 뤄허 주변의 중요한 도시로는 루스현, 뤄닝현, 이양현, 뤄양시, 옌스시, 궁이시 등이 있다.

## 역사
청동기 뤄허강 유역 부근에는 얼리터우 문화가 형성되어 있었다.
뤄허강은 예전엔 낙수(雒水, 洛水)로 불렸다. 낙양(雒陽, 洛陽)이란 지명이 낙수에서 비롯되었다.
하나라 우왕이 낙수에서 거북이 등껍질에 새겨진 그림을 보고 낙서를 그렸다는 전설이 전해진다.

## 같이 보기
- 페이리강 문화